# Maria Vittoria Nano
Maria Vittoria Nano (Milano, 1º dicembre 2003) è una calciatrice italiana, difensore del Cesena.

## Biografia
Maria Vittoria Nano nasce a Milano e cresce calcisticamente nel Milan, squadra con cui compie tutta la trafila delle giovanili sino a esordire in Serie A il 18 ottobre 2020, in occasione del derby vinto 4-1 contro l'Inter, sostituendo al 92' Federica Rizza. Un mese dopo, il 19 novembre, esordisce anche in Coppa Italia subentrando a Lidija Kuliš all'85' della vittoria esterna per 0-2 contro il Cesena.
Con la prima squadra rossonera non scende più in campo, quindi nell'estate del 2022 si trasferisce al Cesena, in Serie B, restandovi due stagioni nel corso delle quali colleziona 51 presenze e 4 reti. Il 16 ottobre 2022 segna il suo primo gol in prima squadra, nella vittoria delle bianconere sull'Arezzo per 1-4. L'anno successivo si conferma a Cesena e realizza altre tre reti.
Nell'estate del 2024 passa a titolo definitivo alla Sampdoria, tornando così in massima serie e disputandovi 21 presenze. La società genovese, però, a seguito della retrocessione in Serie B non si iscrive al successivo campionato cadetto; Maria Vittoria rimane così svincolata e, il 22 luglio 2025, si riaccasa a Cesena.

## Statistiche

### Presenze e reti nei club
Statistiche aggiornate al 28 luglio 2025.
| Stagione        | Squadra         | Campionato      | Campionato | Campionato | Coppe nazionali | Coppe nazionali | Coppe nazionali | Coppe internazionali | Coppe internazionali | Coppe internazionali | Altre coppe | Altre coppe | Altre coppe | Totale | Totale |
| Stagione        | Squadra         | Comp            | Pres       | Reti       | Comp            | Pres            | Reti            | Comp                 | Pres                 | Reti                 | Comp        | Pres        | Reti        | Pres   | Reti   |
| --------------- | --------------- | --------------- | ---------- | ---------- | --------------- | --------------- | --------------- | -------------------- | -------------------- | -------------------- | ----------- | ----------- | ----------- | ------ | ------ |
| 2020-2021       | Milan           | A               | 1          | 0          | CI              | 1               | 0               | -                    | -                    | -                    | -           | -           | -           | 2      | 0      |
| 2021-2022       | Milan           | A               | 0          | 0          | CI              | 0               | 0               | -                    | -                    | -                    | -           | -           | -           | 0      | 0      |
| Totale Milan    | Totale Milan    | Totale Milan    | 1          | 0          | -               | 1               | 0               | -                    | -                    | -                    | -           | -           | -           | 2      | 0      |
| 2022-2023       | Cesena          | B               | 23         | 1          | CI              | 3               | 0               | -                    | -                    | -                    | -           | -           | -           | 26     | 1      |
| 2023-2024       | Cesena          | B               | 28         | 3          | CI              | 2               | 0               | -                    | -                    | -                    | -           | -           | -           | 30     | 3      |
| 2024-2025       | Sampdoria       | A               | 21         | 0          | CI              | 0               | 0               | -                    | -                    | -                    | -           | -           | -           | 21     | 0      |
| 2025-2026       | Cesena          | B               | -          | -          | CI              | -               | -               | -                    | -                    | -                    | -           | -           | -           | -      | -      |
| Totale Cesena   | Totale Cesena   | Totale Cesena   | 51         | 4          | -               | 5               | 0               | -                    | -                    | -                    | -           | -           | -           | 56     | 4      |
| Totale carriera | Totale carriera | Totale carriera | 73         | 4          | -               | 6               | 0               | -                    | 1                    | 0                    | -           | -           | -           | 79     | 4      |